# Oenanthe monacha
La Monachella dal cappuccio (Oenanthe monacha) è un culbianco, un piccolo passeriforme insettivoro che in passato era classificato come membro della famiglia dei tordi Turdidae, ma ora è più generalmente considerato un pigliamosche del Vecchio Mondo, Muscicapidae.    
| Hooded wheatear                   | Hooded wheatear           |
| Scientific classification         | Scientific classification |
| --------------------------------- | ------------------------- |
| Domain:                           | Eukaryota                 |
| Kingdom:                          | Animalia                  |
| Phylum:                           | Chordata                  |
| Class:                            | Aves                      |
| Order:                            | Passeriformes             |
| Family:                           | Muscicapidae              |
| Genus:                            | Oenanthe                  |
| Species:                          | O. monacha                |
| Binomial name                     |                           |
| Oenanthe monacha (Temminck, 1825) |                           |

## Tassonomia ed etimologia
Questa specie è collocata nel genere Oenanthe, introdotto dall'ornitologo francese Louis Pierre Vieillot nel 1816. Il nome generico, Oenanthe, è anche il nome di un genere di piante, la monachina acquatica, e deriva dal greco ainos "vino" e anthos "fiore", dal profumo vinoso dei fiori. Nel caso della monachella, si riferisce al ritorno delle monachelle settentrionali in Grecia in primavera, nel periodo in cui fioriscono le viti. Il nome specifico monacha deriva dal tardo latino "monachus", monaco; che significa incappucciato. La monachella incappucciata è una specie monotipica.

## Descrizione
Questa specie ha una lunghezza del corpo di 15,5–17 cm, un'apertura alare di 29–30 cm e pesa 18–20 grammi. In estate il maschio è un uccello bianco e nero. La corona e il ventre bianchi contrastano con la faccia, il dorso e la gola neri. La coda e il groppone sono bianchi con penne centrali della coda nere. La femmina è marrone, diventando un po' più pallida nella parte inferiore. Il disegno della coda è simile a quello del maschio, ma il colore di fondo è camoscio anziché bianco.

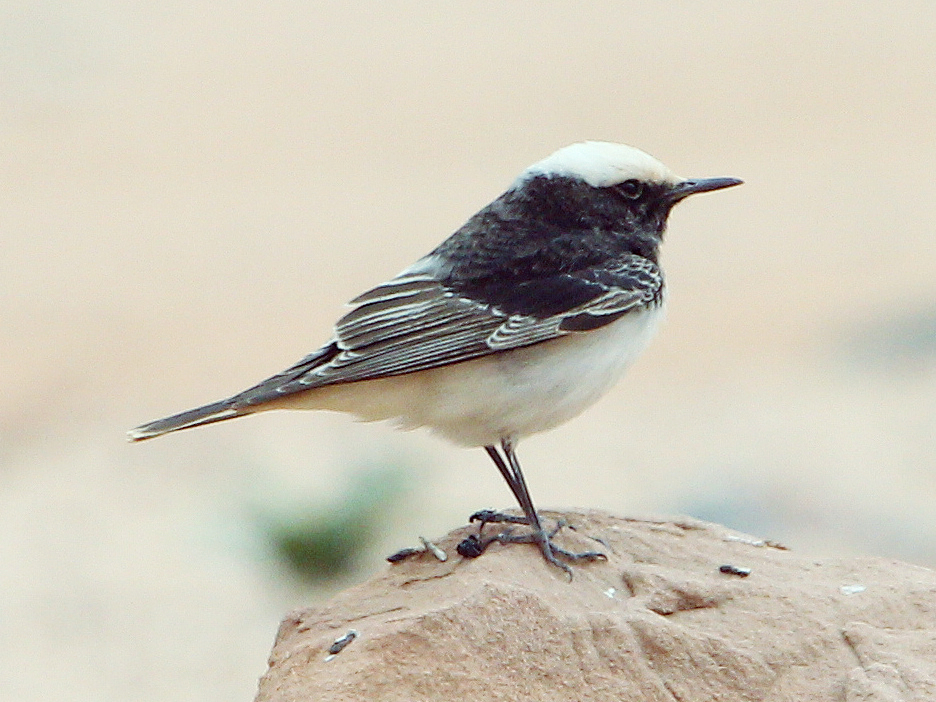
Monachella dal Cappuccio fotografata in Giordania

## Ecologia
La Monachella dal cappuccio è un nidificante residente nel deserto senza vegetazione dall'Egitto orientale attraverso la penisola arabica, un tempo era presente negli Emirati Arabi Uniti e in Oman, un nidificante raro nelle montagne di Hajar fino all'Iran e al Pakistan. Il nido è costruito in una fessura della roccia e la covata normale è di 3-6 uova. Si nutre di insetti, spesso inalati nell'aria. Il suo richiamo è un fischio e il canto è un aspro chiacchiericcio.

### Osservazioni In Italia
Nel mese di maggio 2023, nei pressi di Bacoli in Campania, si è documentato per la prima volta il passaggio di questa specie. L'esemplare si trovava nei pressi di un argine, vicino al mare, e presentava un piumaggio tra il marrone camoscio, ed il grigio chiaro, con coda marrone, sottocoda camoscio e timoniere scure. Tale osservazione sottolinea l'importanza di monitorare costantemente la biodiversità e proteggere i vari ambienti che la accolgono. 

## Stato di Conservazione
La specie è classificata come "a rischio minimo" dall'Unione Internazionale per la Conservazione della Natura (IUCN) a causa della sua ampia distribuzione, dei trend stabili della popolazione e delle dimensioni presumibilmente sufficientemente grandi della stessa, sebbene manchino stime precise sulla popolazione.